# Obersauerhof
Obersauerhof ist ein Gemeindeteil der Stadt Münchberg im Landkreis Hof (Oberfranken, Bayern). Obersauerhof liegt in der Gemarkung Sauerhof.

## Geografie
Das Dorf liegt am Kropfbach, dem rechten Oberlauf des Stammbachs. Gemeindeverbindungsstraßen führen nach Mittelsauerhof (0,6 km südlich), nach Hohenberg zur Kreisstraße KU 13 (2,1 km nordwestlich) und an Ziegenrück vorbei nach Ahornis (1,2 km nordöstlich).

## Geschichte
Obersauerhof gehörte zur Realgemeinde Sauerhof.
Infolge des Ersten Gemeindeedikts wurde Obersauerhof dem 1812 gebildeten Steuerdistrikt Marktleugast und der zugleich entstandenen Ruralgemeinde Marktleugast zugewiesen. Mit dem Zweiten Gemeindeedikt (1818) kam Obersauerhof an die neu gebildete Ruralgemeinde Sauerhof. Im Zuge der Gebietsreform in Bayern wurde Obersauerhof am 1. Juli 1972 nach Münchberg eingemeindet.

### Baudenkmäler
- Haus Nr. 26: Zweigeschossiges Wohnstallhaus[7]

ehemaliges Baudenkmal
- Haus Nr. 22: Eingeschossiger Wohnstallbau des 18./19. Jahrhunderts, mit strohgedecktem Satteldach, Giebel verschalt.[8]

### Einwohnerentwicklung
| Jahr      | 1871   | 1885   | 1900   | 1925   | 1950   | 1961   | 1970   | 1987   |
| Einwohner | 356    | 169    | 153    | 97     | 109    | 88     | 58     | *      |
| Häuser    |        | 38     | 24     | 23     | 21     | 21     |        | *      |
| Quelle    | [ 10 ] | [ 11 ] | [ 12 ] | [ 13 ] | [ 14 ] | [ 15 ] | [ 16 ] | [ 17 ] |

## Religion
Obersauerhof war ursprünglich nach Marienweiher gepfarrt. Seit der Reformation ist der Ort gemischt konfessionell. Die Protestanten waren ursprünglich nach St. Maria (Stammbach) gepfarrt, seit den 1930er Jahren ist die neu gebildete Pfarrei in Ahornis zuständig.